# Pierścieniak czarnozarodnikowy

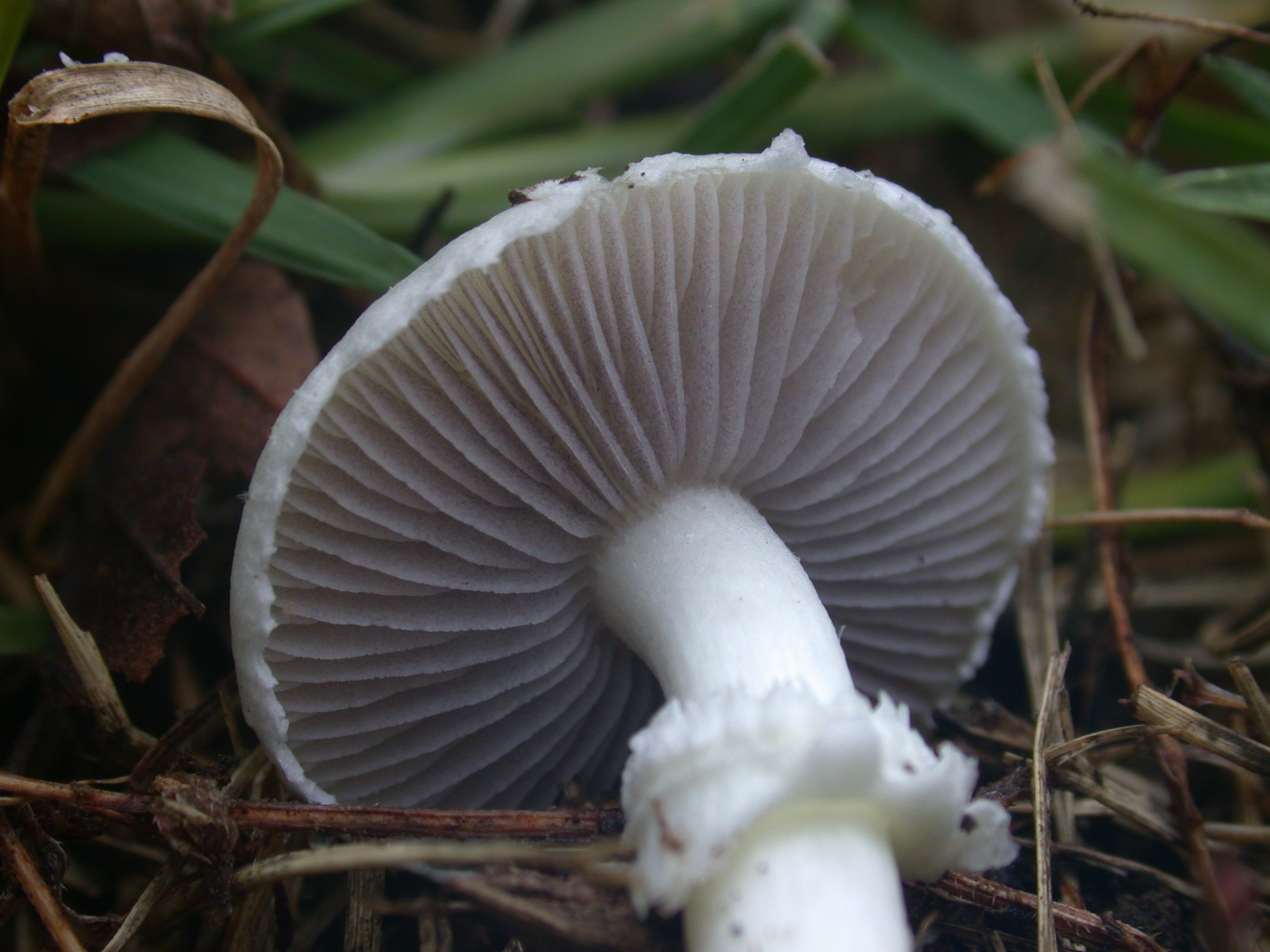

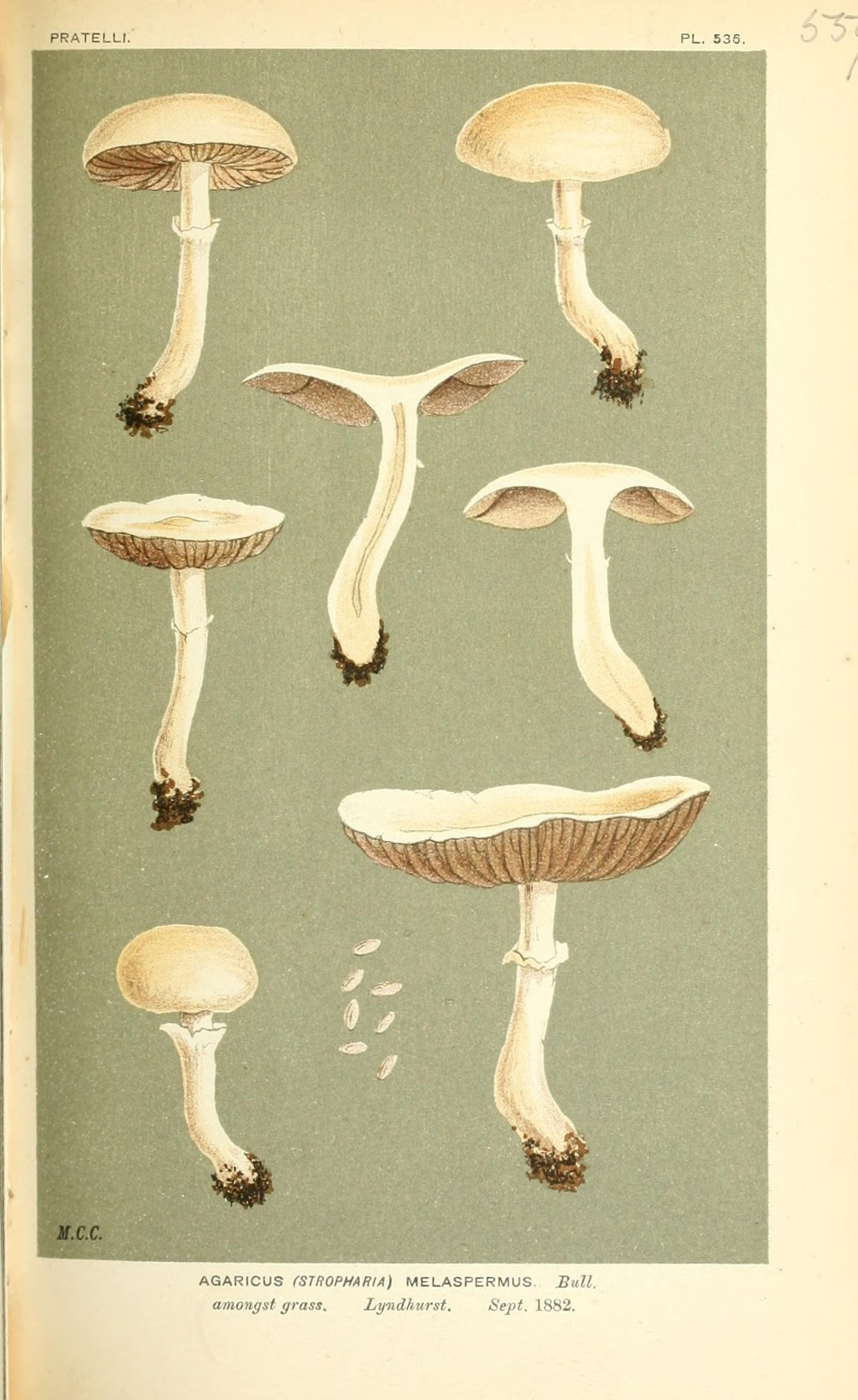

Pierścieniak czarnozarodnikowy, łysiczka czarnozarodnikowa (Stropharia melanosperma (Bull.) Gillet) – gatunek grzybów z rodziny pierścieniakowatych (Strophariaceae).

## Systematyka i nazewnictwo
Pozycja w klasyfikacji według Index Fungorum: Stropharia, Strophariaceae, Agaricales, Agaricomycetidae, Agaricomycetes, Agaricomycotina, Basidiomycota, Fungii.
Po raz pierwszy takson ten zdiagnozował w 1793 r. Jean Baptiste François Bulliard nadając mu nazwę Agaricus melanospermus. Obecną, uznaną przez Index Fungorum nazwę nadał mu w 1878 r. Claude-Casimir Gillet.
Synonimy:
Agaricus melanospermus Bull. 1793
- Geophila melanosperma (Bull.) Quél. 1886
- Psalliota melanosperma (Bull.) P. Kumm. 1871
- Psilocybe melanosperma (Bull.) Noordel. 1995

Nazwy polskie: pieczarka czarnozarodnikowa (Franciszek Błoński 1896), pierścieniak pomiotowy, bedłka pomiotowa (Stanisław Chełchowski 1898), łysiczka czarnozarodnikowa (Władysław Wojewoda 2003). Zgodna z obecną nazwą naukową jest tylko nazwa pierścieniak pomiotowy, ale jest ona praktycznie nieznana. Pozostałe nazwy są niespójne z nazwą naukową. Nazwa pierścieniak czarnozarodnikowy znajduje się w internetowym atlasie grzybów.

## Morfologia
Kapelusz
Średnica 2–5 cm, początkowo wypukły, potem szeroko dzwonkowaty, na koniec prawie płaski. Brzeg ostry, równy, u młodych owocników brzeg pokryty strzępiastymi resztkami osłony. Powierzchnia lepka, naga lub drobno włóknista, biaława z bardzo bladym żółtawym środkiem, czasami jasno słomkowa.
Blaszki
Wąsko przyrośnięte, gęste, często z międzyblaszkami, początkowo białawe do bardzo jasno fioletowo szarych, potem przechodzące w fioletowo szare. Ostrza jaśniejsze.
Trzon
Wysokość 4–8 cm, grubość 4–7 mm, walcowaty z lekko nabrzmiałą podstawą. Powierzchnia biaława, naga lub bardzo drobno włóknista. Pierścień umieszczony wysoko, na jego żłobionej górnej powierzchni gromadzą się szaro fioletowe zarodniki. U podstawy biaława grzybnia.
Miąższ
Biały, nie zmieniający barwy po uszkodzeniu. Zapach niewyraźny lub przypominający smołę węglową.
Wysyp zarodników
Fioletowoczarny.
Cechy mikroskopowe
Zarodniki 10–13 × 6–7,5 µm, mniej lub bardziej elipsoidalne, z jednym końcem lekko ściętym przez por o średnicy1–1,5 µm; gładkie, w KOH żółtobrązowe, grubościenne. Podstawki 4-sterygmowe. Cheilocystydy typu chryzocystyda, liczne, 30–40 × 5–10 µm; szeroko wrzecionowate, w KOH szkliste, cienkościenne, często z żółtawymi wtrąceniami refrakcyjnymi. Pleurocystydy również typu chryzocystyda, rozproszone, podobne do cheilocystyd. Trama blaszek równoległa. Strzępki skórki w KOH szkliste, złożone z elementów o szerokości 2,5–7,5 µm, gładkie.
Gatunki podobne
Jest kilka podobnych gatunków pierścieniaków. Charakterystyczne cechy pierścieniaka czarnozarodnikowego to biały kapelusz otoczona zębopodobnymi resztkami osłony, białawe potem szare blaszki, biały pierścień ze żłobioną górną powierzchnią oraz mikroskopijne cechy, w tym dość duże zarodniki z lekko ściętym końcem i chrysocystydami.

## Występowanie i siedlisko
Znane jest występowanie pierścieniaka czarnozarodnikowego w Europie i w Ameryce Północnej. W zestawieniu wielkoowocnikowych grzybów podstawkowych Polski W. Wojewoda w 2003 r. przytoczył 5 stanowisk. Bardziej aktualne stanowiska podaje internetowy atlas grzybów. Znajduje się w nim na liście gatunków zagrożonych i wartych objęcia ochroną.
Grzyb saprotroficzny. Występuje na ziemi bogatej w próchnicę w lasach, na polanach, pastwiskach, polach, poboczach dróg, w ogrodach. Owocniki tworzy od wiosny do jesieni.